# Epimedium shennongjiaensis
Epimedium shennongjiaensis är en berberisväxtart som beskrevs av Yan J.Zhang och J.Q.Li. Epimedium shennongjiaensis ingår i släktet sockblommor, och familjen berberisväxter. Inga underarter finns listade i Catalogue of Life.